# I 17-Aars Alderen
I 17-Aars Alderen er en amerikansk stumfilm fra 1916 af Robert G. Vignola.

## Medvirkende
- Louise Huff som Lola Pratt.
- Jack Pickford som William Sylvanus Baxter.
- Winifred Allen som May Parcher.
- Madge Evans som Jane Baxter.
- Walter Hiers som George Cooper.